# Учител (филм, 2014)
„Учител“ е български късометражен игрален филм (драма) от 2014 г. на режисьора Орлин Милчев – Атила. Сценаристи на филма са Радослав Петров и Орлин Милчев, по мотиви от разказа „Докато пари“ на Красимир Бачков. Оператор е Лора Мушева, а музиката е на Стефан Христов (MrSmiff).

## Сюжет
Филмът разказва за 17-годишно момче от ромски произход, което открива своя музикален талант.

### Актьорски състав
| Роля                          | Изпълнител             |
| ----------------------------- | ---------------------- |
| Димов, учителят по дърворезба | з. а. Николай Николаев |
| Асен                          | Веселин Владимиров     |
| Иван                          | Захари Колев           |
| „Клечката“                    | Любомир Симеонов       |
| майката                       | Юлиана Ташкова         |
| „Шерифа“                      | Тодор Дюлгеров         |
| Валентин                      | Георги Аркадиев        |
| продаачката                   | Моника Цекова          |
| Анчето                        | Ани Салимова           |
| ученици                       | Калина Бонева          |
| ученици                       | Христиана Христова     |
| ученици                       | Лили Лазарова          |
| ученици                       | Андреа Поцков          |
| ученици                       | Александър Янев        |
| ученици                       | Мартин Божилов         |
| ученици                       | Иван Борисов           |
| ученици                       | Богомил Стойчев        |
| ученици                       | Александра и Нана      |